# Киршберг
Киршбе́рг (фр. Kirchberg) — коммуна на северо-востоке Франции в регионе Гранд-Эст (бывший Эльзас — Шампань — Арденны — Лотарингия), департамент Верхний Рейн, округ Тан — Гебвиллер, кантон Мазво. До марта 2015 года коммуна в составе кантона Мазво административно входила в упразднённый округ Тан.
Площадь коммуны — 6,74 км², население — 824 человека (2006) с тенденцией к стабилизации: 816 человек (2012), плотность населения — 121,1 чел/км².

## Население
Численность населения коммуны в 2011 году составляла 821 человек, а в 2012 году — 816 человек.
| 1962 | 1968 | 1975 | 1982 | 1990 | 1999 | 2006 | 2008 | 2011 | 2012 |
| ---- | ---- | ---- | ---- | ---- | ---- | ---- | ---- | ---- | ---- |
| 696  | 685  | 656  | 709  | 802  | 843  | 824  | 818  | 821  | 816  |

Динамика населения:

## Экономика
В 2010 году из 537 человек трудоспособного возраста (от 15 до 64 лет) 406 были экономически активными, 131 — неактивными (показатель активности 75,6 %, в 1999 году — 66,1 %). Из 406 активных трудоспособных жителей работали 376 человек (206 мужчин и 170 женщин), 30 числились безработными (12 мужчин и 18 женщин). Среди 131 трудоспособных неактивных граждан 37 были учениками либо студентами, 53 — пенсионерами, а ещё 41 — были неактивны в силу других причин.
На протяжении 2011 года в коммуне числилось 308 облагаемых налогом домохозяйств, в которых проживало 809,5 человек. При этом медиана доходов составила 21419 евро на одного налогоплательщика.

## Достопримечательности (фотогалерея)

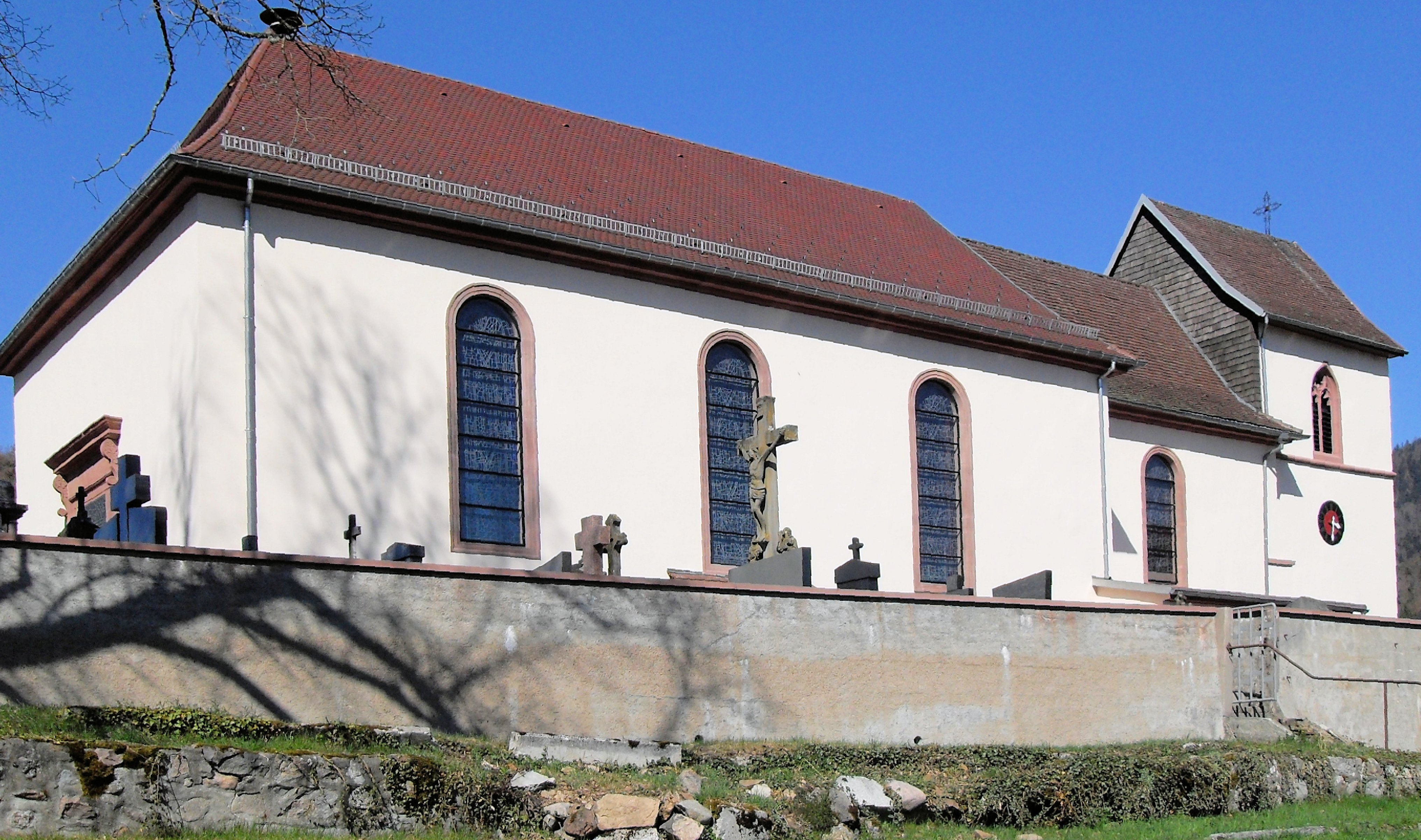
Церковь Сен-Винсент
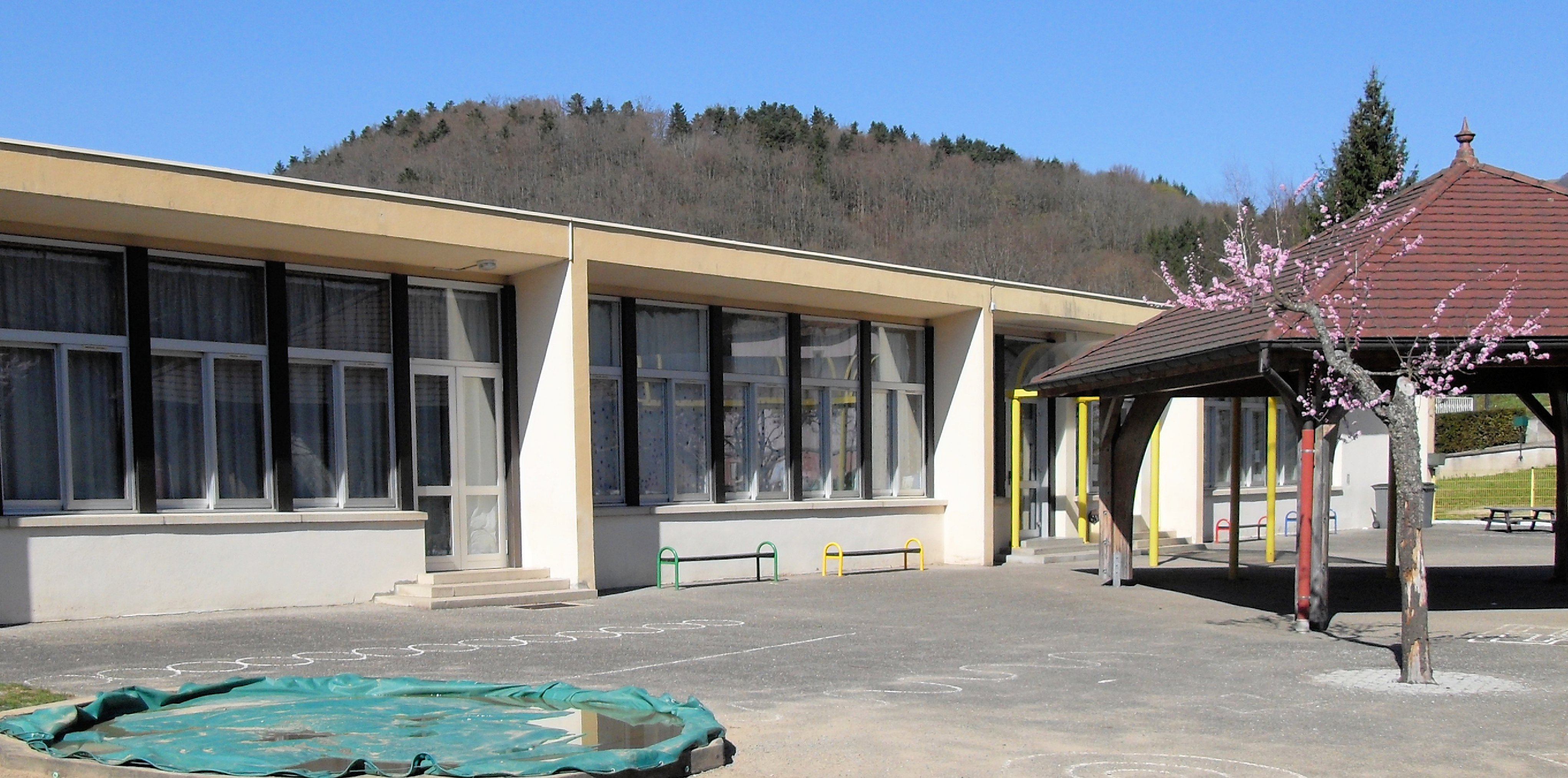
Здание школы